# Клеман де ля Ронсьер, Франсуа Мари
Франсуа Мари Клеман де Ля Ронсьер (фр. François Marie Clément de La Roncière; 1773—1854) — французский военный деятель, дивизионный генерал (1809 год), барон (1808 год), затем граф (1815 год). Участник революционных и наполеоновских войн. Знаменитый фехтовальщик и герой битвы при Монте-Альто.
Имя генерала выбито на Триумфальной арке в Париже.

## Биография
Родился в семье прокурора парламента Амьена Франсуа Николя Клемана, сеньора де Ля Ронсьера (фр. François Nicolas Clément, seigneur de La Roncière) и его супруги Франсуазы Эбоди де Брикон (фр. Claude Françoise Ebaudy de Bricon). Начал службу 1 марта 1793 года простым солдатом 13-го конно-егерского полка в составе Северной армии. В начале 1796 года переведён в Рейнскую армию с назначением в штаб дивизии генерала Лефевра. 30 июня 1796 года возвратился в свой полк и принял участие в кампании 1796-97 годов в составе Итальянской армии Бонапарта. В 1798 году служил в Римской армии, отличился в сражении при Модене. Получил пулевое ранение в левую ногу в сражении при Треббии, где во главе 150 конных егерей атаковал селение Монте-Альто, и выбил оттуда неприятельскую дивизию (6000 человек, из которых 800 кавалеристов) и захватил 1000 пленников.
19 июня 1799 года произведён в полковники, и назначен временным командиром 19-го конно-егерского полка. 10 июля 1799 года переведён в 16-й драгунский полк. Служил в Армии Неаполя. В 1800 году определён в Галло-Батавскую армию под командой генерала Ожеро. Участвовал в сражении при Нюрнберге. С 18 декабря 1800 года сражался под началом генерала Трейяра.
В августе 1805 года его полк был включён в состав 3-й драгунской дивизии генерала Бомона Великой Армии. Блестяще проявил себя в ходе Австрийской кампании 1805 года.
31 декабря 1806 года произведён в бригадные генералы, и назначен командиром 1-й бригады (1-й и 5-й кирасирские полки) 2-й дивизии тяжёлой кавалерии. Участвовал в знаменитых кавалерийских атаках дивизии д'Опуля при Гофе и Прейсиш-Эйлау.
Австрийская кампания 1809 года стала последней, когда генерал вёл свою бригаду в бой. 22 апреля в сражении при Экмюле Клеман де Ля Ронсьер получил 11 сабельных и пулевых ранений, в том числе тяжёлую огнестрельную рану в левую руку, которую пришлось ампутировать. Только вернувшись в строй, 10 июня получил под своё начало бригаду в резервной дивизии, а 11 июня 1809 года был награждён званием дивизионного генерала.
8 августа 1809 года Наполеон перевёл Франсуа на административную службу, и до 20 августа 1812 года Клеман де Ля Ронсьер был комендантом Кавалерийской школы Сен-Жермен-ан-Ле. 8 сентября 1812 года назначен командующим 27-го военного округа.
27 апреля 1814 года заменил князя Камиля Боргезе на посту командующего в Пьемонте. 6 октября 1815 года вышел в отставку. 7 февраля 1831 года возвратился к активной службе и 17 марта был назначен генеральным инспектором кавалерии 2-го и 3-го военных округов. В 1834 году получил должность генерального инспектора жандармерии. В 1835 году был определён в резерв.

## Воинские звания
- Вахмистр (15 мая 1793 года);
- Младший лейтенант (10 июня 1793 года);
- Лейтенант (1 сентября 1793 года);
- Капитан (23 сентября 1795 года);
- Командир эскадрона (19 февраля 1797 года);
- Полковник (19 июня 1799 года);
- Бригадный генерал (31 декабря 1806 года);
- Дивизионный генерал (11 июня 1809 года).

## Титулы
- Герб барона Барон Клеман де Ля Ронсьер и Империи (фр. baron Clément de La Roncière et de l'Empire; декрет от 19 марта 1808 года, патент подтверждён 20 июля 1808 года в Байонне)[1];
- Граф Клеман де Ля Ронсьер (фр. comte Clément de La Roncière; 1815 год).

## Награды
Легионер ордена Почётного легиона (24 сентября 1803 года)
 Офицер ордена Почётного легиона (14 июня 1804 года)
 Коммандан ордена Почётного легиона (25 декабря 1805 года)
 Кавалер военного ордена Святого Людовика (24 июля 1814 года)
 Великий офицер ордена Почётного легиона (30 апреля 1835 года)